# Інцидент 18 серпня 1976 року
37°57′22″ пн. ш. 126°40′21″ сх. д. / 37.95599722° пн. ш. 126.67259167° сх. д.
Інцидент 18 серпня 1976 року (англ. Axe murder incident, кор. 판문점 도끼살인사건) — інцидент, що трапився у Корейській демілітаризованій зоні (в об'єднаній зоні безпеки — Joint Security Area), що завершився убивством двох офіцерів армії США північнокорейськими солдатами (сокирами та палицями). Буквально в перекладі з англійської інцидент називається «Інцидент з убивством сокирою», в літературних джерелах його також називають «Інцидент з убивством сокирою в Пханмунджомі» чи «Інцидент з обрізкою дерева».

## Історія
Об'єднана (спільна) зона безпеки — ділянка у прикордонній зоні між Північною та Південною Кореєю, де відбуваються всі перемовини сторін, що протистоять. 18 серпня 1976 року американці з південнокорейцями вирішили обрубати гілки тополі, що влітку загороджували огляд контрольним і спостережним пунктам. Невдовзі після початку тієї акції з'явились північнокорейські солдати та зажадали припинення робіт. Отримавши відмову, вони атакували американців палицями та сокирами, в результаті чого двох військовослужбовців США було зарубано насмерть, ще дев'ять зазнали серйозних поранень. За три дні американський інженерний взвод і південнокорейський загін спецпризначення провели раптову масштабну спецоперацію з вирубування тополь, що зайняла 42 хвилини. У повітрі демонстративно кружляли вертольоти й літаки США. Також навмисно було залишено пень заввишки 6 метрів.
Убитими американськими військовослужбовцями виявились капітан Артур Боніфас і лейтенант Марк Баррет. На місці інциденту створено монумент з меморіальною плитою.

## Галерея

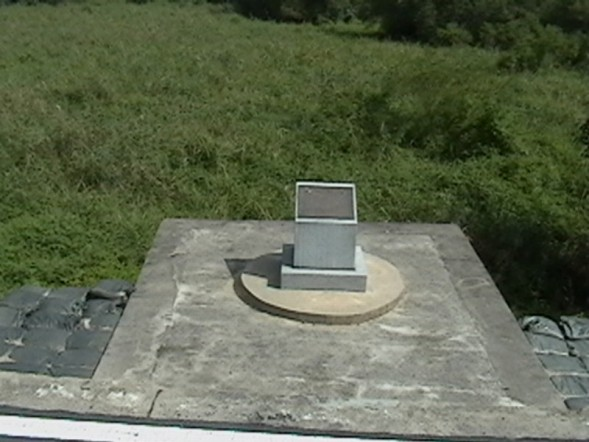
Монумент на місці інциденту
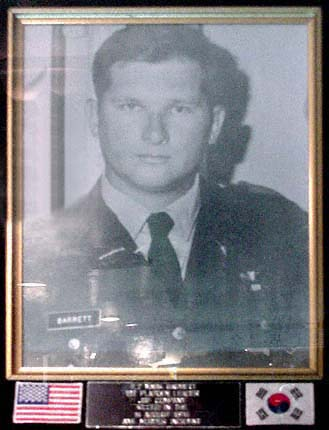
Портретна світлина лейтенанта Марка Барретта
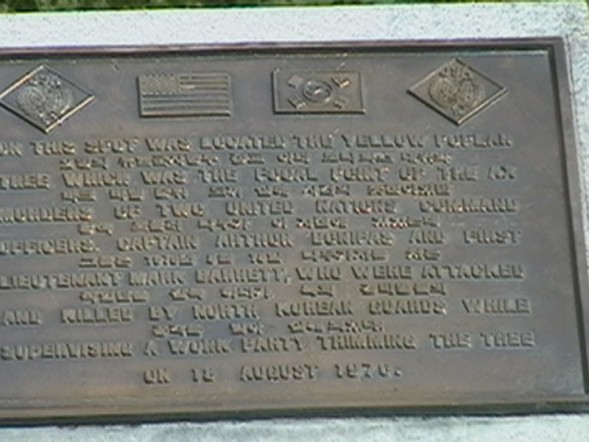
Напис
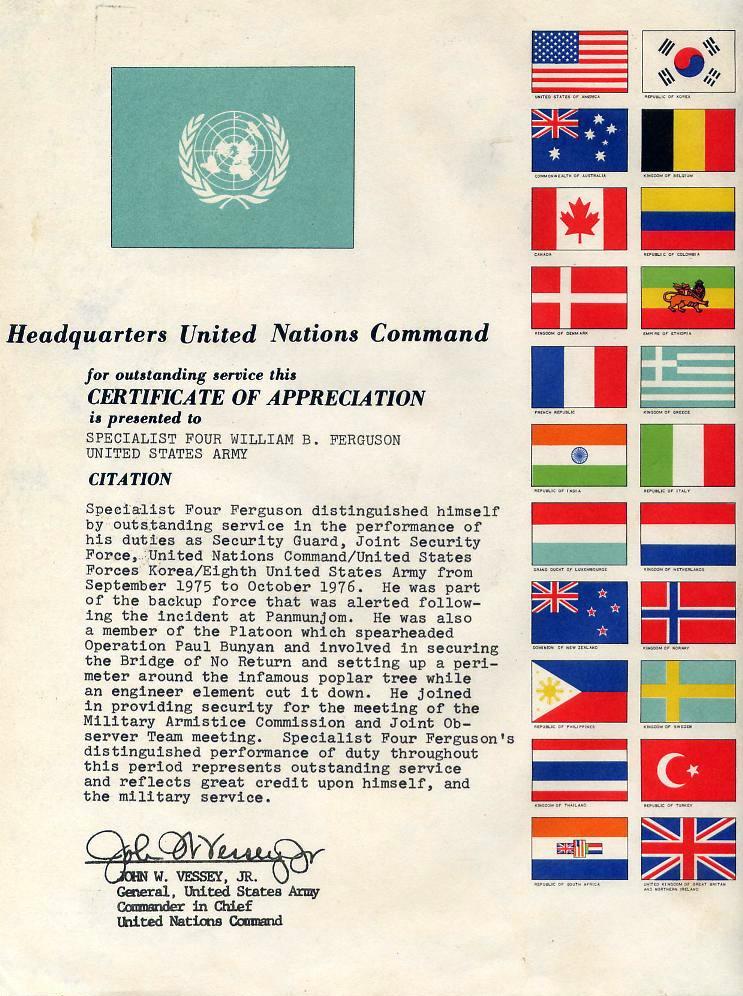
Командний сертифікат Організації Об'єднаних Націй про оцінку, присвоєний за операцію Пол Буньян